# Villa Spies

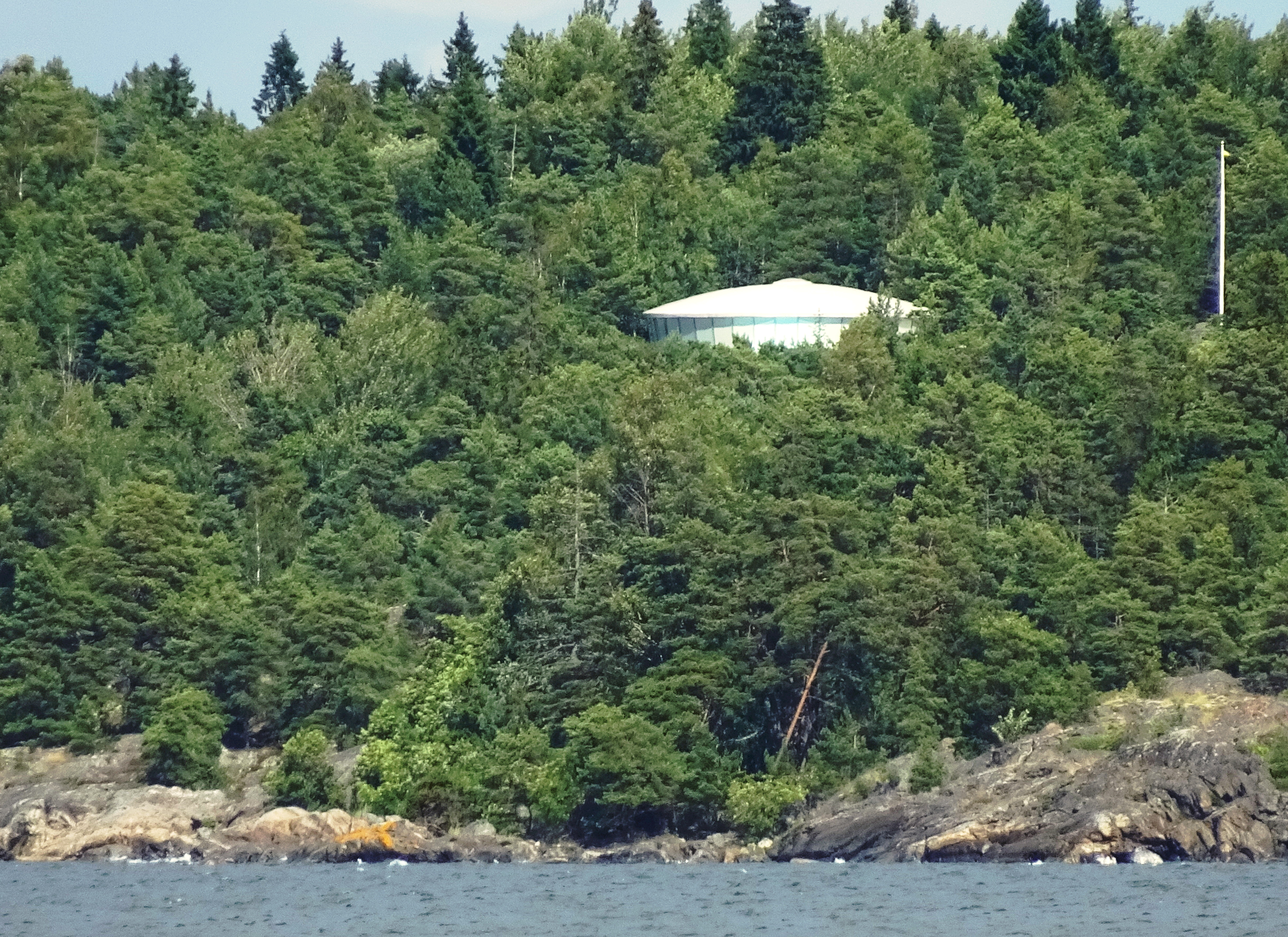
Villa Spies sedd från Reveludden.

Villa Spies (även kallad Villa Fjolle, den "tokiga villan") är en villa på ön Torö utanför Nynäshamn, i Stockholms södra skärgård, som byggdes 1969 för den danske affärsmannen Simon Spies. Byggnaden med sin futuristiska stil ritades av arkitekten Staffan Berglund.

## Bakgrund

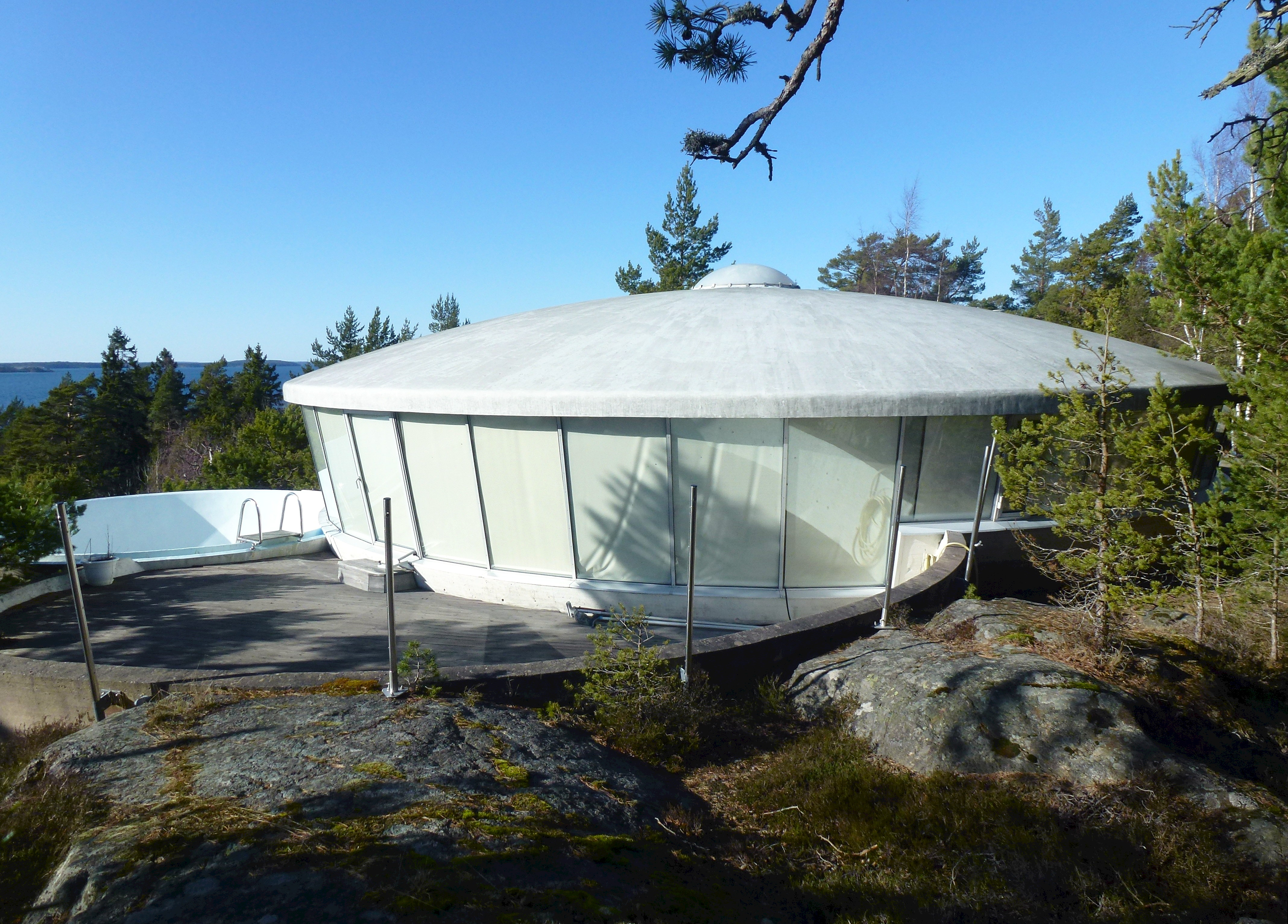
Villa Spies, mars 2015.

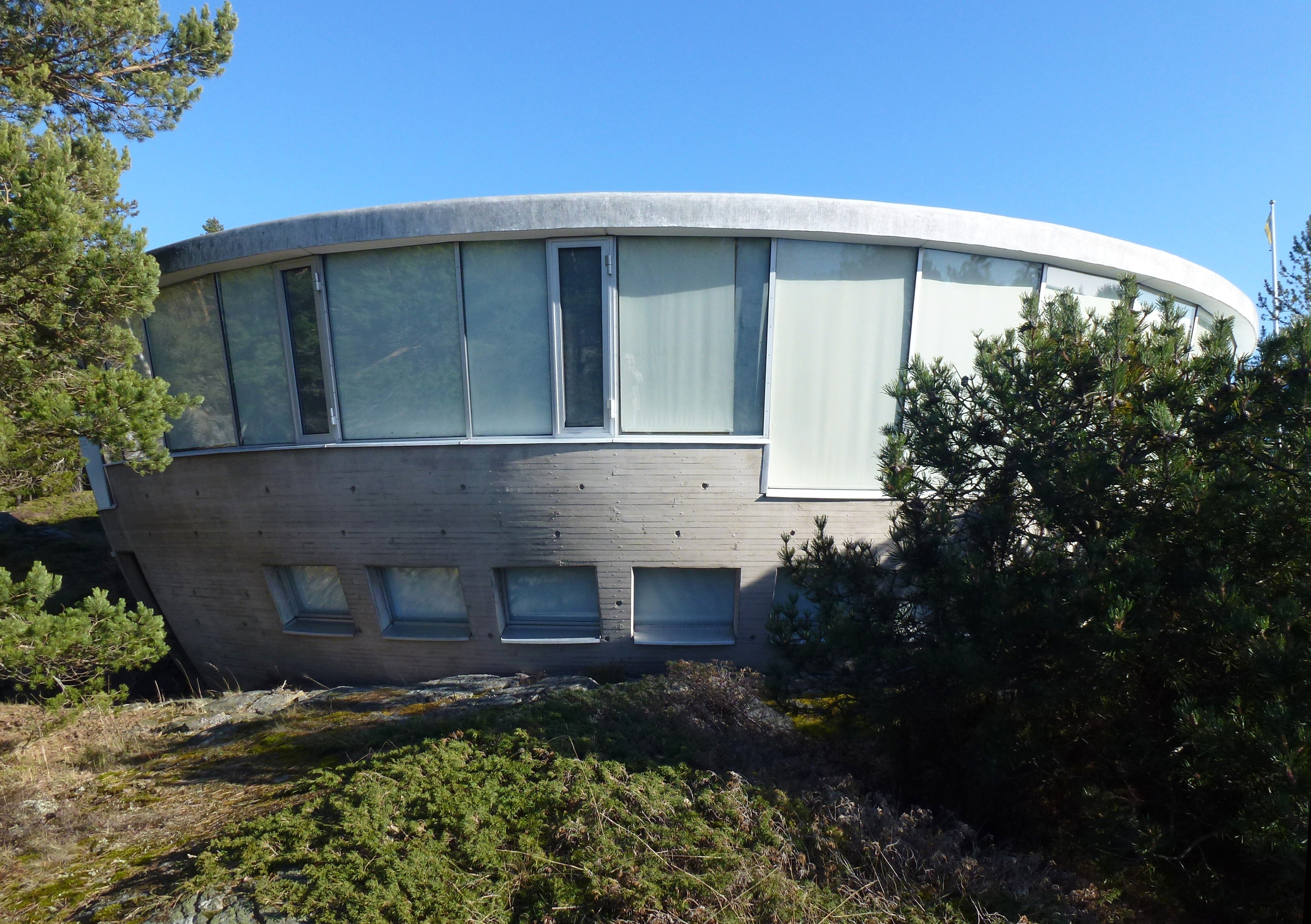
Villa Spies, mars 2015.

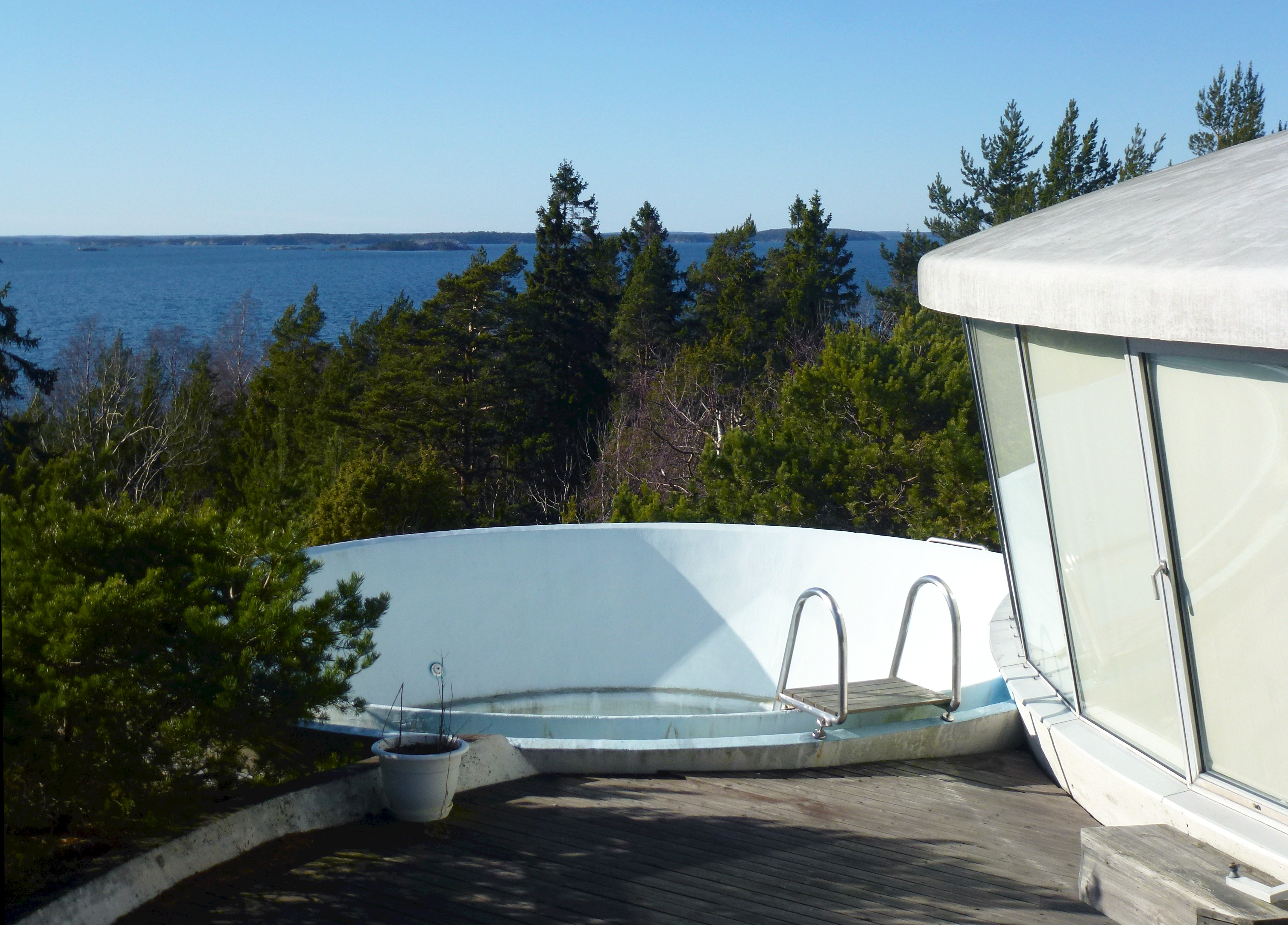
Uteplatsen och poolen.

Villa Spies går tillbaka till en arkitekttävling initierad av Spies resebolag år 1967. Inbjudna var ett antal arkitekter från Skandinavien och Spanien. Projektet gick ut på att skapa nya boendeformer för charterturister i Spanien istället för de traditionella och enkelt utformade hotellrummen. Den svenske arkitekten Staffan Berglund vann tävlingen med ett enplans typhus som visade en cirkulär byggnad med ett kupolformat tak i plast. Väggarna var flexibla och köket skulle utrustas med bland annat engångsbestick och -tallrikar. Familjen på semester kunde, om så önskades, köpa färdiglagat mat genom resebyrån.
Projektet realiserades aldrig, möjligtvis insåg spanjorerna att prefabricerade typhus inte gav några lokala arbeten. Men Staffan Berglund fick istället uppdraget att rita Simon Spies egen privata villa på en hög klipphylla på västra Torö.

## Villan
Det finns flera skillnader mellan Villa Spies och det ursprungliga tävlingsprojektet, bland annat har villan två våningar där den undre våningen liknar en stor cirkulär skål i betong. Taket är en självbärande kupol bestående av prefabricerade element i glasfiberarmerad plast, med en tjocklek av 10 centimeter. I takets centrum släpper en ljuskupol in dagsljus. Huset uppfördes på tre månader. Kupoltaket levererades i triangulära segment som kunde lyftas på plats av två man. Inga kranar behövdes. Det var just plasttaket som försenade kommunens bygglov, man befarade att havsstormar kunde lyfta av och blåsa iväg det, men noggranna beräkningar utförda av KTH bevisade motsatsen. 
En av villans finesser är en rund matsalsgrupp i husets mitt som kan höjas och sänkas mellan våningsplanen. Per knapptryckning sänks sittgruppen ner till köket i nedre planet eller lyfts högst upp under kupolens tak, där gästerna kan njuta av utsikten. Andra tekniska innovationer är elektrisk mörkläggning av fönsterrutorna, anpassning av inomhusmiljön genom ändring av klimat, ljus och ljud samt flera diaprojektorer som projicerar bilder på väggar och tak. Allt styrs från en panel i orangeröd plast, infälld i soffan.
Utomhus ansluter en cirkulär uteplats och en likaså cirkulär pool. Härifrån har man en storslagen utsikt över Svärdsfjärden. Simon Spies gillade sin nya villa och nyttjade den som fritidshus och arbetsplats samt för konferenser och exklusiva möten. Det futuristiska runda huset i vitt blev mycket omskrivet i pressen när det stod klart. Det gav Spies och hans verksamhet ovärderlig "gratisreklam". 
Men Villa Spies presenterades aldrig i facktidskriften Arkitektur och inte heller i SAR:s engelskspråkiga guide för samtida svensk arkitektur 1968–1978. Inte alla arkitekter var kritiska, bland dem Ralph Erskine som själv var öppen för experimentellt byggande, och hans Kupolvillan från 1956 cirka tio kilometer väster om Nynäshamn har vissa drag av Villa Spies. Villan ägs fortfarande av Simon Spies änka Janni Spies och har aldrig byggts till eller om. Även den ursprungliga poppiga inredningen och möbleringen är bevarad.